# 古佛镇
古佛镇，是中华人民共和国四川省自贡市富顺县下辖的一个乡镇级行政单位。2019年9月撤销中石镇，其所属行政区域划归古佛镇管辖，古佛镇人民政府驻桂花路134号。

## 行政区划
古佛镇下辖以下地区：
古佛场社区、周家村、鹿鸣村、均田村、玉佛村、凤仪村、冯坪村、天洋村和田边村。